# Payo
Payo is een bestuurslaag in het regentschap Lahat van de provincie Zuid-Sumatra, Indonesië. Payo telt 925 inwoners (volkstelling 2010).